# Kamenná (okres Třebíč)
Obec Kamenná (dříve též Kamenné, německy Kamena, Kamenitz) se nachází v okrese Třebíč v Kraji Vysočina, asi 15 km severovýchodně od Třebíče, mezi Velkým Meziříčím a Náměští nad Oslavou. Žije zde 230 obyvatel. Obec se dělí na dvě části, Kamennou a vesnici Klementice.
Sousedními obcemi sídla jsou Dolní Heřmanice, Budišov, Pyšel, Studnice a Tasov.

## Geografie
Kamennou ze severu na jih prochází silnice II/390 z Tasova do Budišova, západně od zastavěného území obce pak vede silnice do části obce Klementice. Přes území obce prochází ze severu na jih žlutá turistická stezka, ta vede okolo mlýnů v údolí Oslavy a dále pak okolo souboru kamenných slunečních hodin, z rozcestníku Kamenná pak východně vede zelená turistická stezka a po západní hranici území obce vede v údolí Kundelovského potoka modrá turistická stezka.
Jižní a část západního území obce je zemědělsky využívána, zemědělsky se však využívají i oblasti východně od zastavěného území obce. Na západním okraji území obce kolem Klementic a nad údolím Kundelovského potoka je území značně svažité a zalesněné, na jihozápadní části území jsou také časté menší izolované lesní plochy nebo remízky. Severně od Klementice je příkrý svah Kundelovského potoka s hustým lesem, severně a severozápadně od vesnice Kamenná pak je území kopcovité, značně zalesněné a z větší části leží nad hlubokým údolím řeky Oslavy. Severně od zastavěného území obce se nachází někdejší JZD a pila a severněji pak i lom Kamenná.
V zastavěném území obce z Roušova rybníka vytéká potok Kameňák, ten teče údolím severně od obce a následně se u hranice území obce vlévá do Oslavy. Na západním okraji území obce pramení nepojmenovaný potok, který následně teče severně a tvoří část západní hranice území obce, posléze se vlévá do Kundelovského potoka, který nadále tvoří západní hranici území obce, do Kundelovského potoka se následně vlévá několik nepojmenovaných potoků, které pramení u Klementic, Kundelovský potok se následně severně od území obce nedaleko Oslavy vlévá do řeky Oslavy. Řeka Oslava tvoří severní a velkou část východní hranice území obce. Na jižním okraji vesnice Kamenná se nachází vodní nádrž Kamenná, kousek dále ve vesnici se nachází Roušův rybník a severně od Kamenné se nachází rybník Zrcátko.
Na jihozápadním okraji území obce se nachází Kněžský kopec (508 m), na severním okraji zastavěného území obce se nachází Roušův kopec (463 m), na jižním okraji území obce se nachází kámen Čertova ruka, severozápadně od vesnice se nachází Čertův kámen. Většina území obce se nachází cca v 450 metrech nad mořem, jen okraje území obce v údolích Oslavy a Kundelovského potoka se nachází ve výškách kolem 400 metrů.
Zastavěné území obce Kamenná se nachází téměř uprostřed území obce, západně od zastavěného území obce se nachází část obce a malá vesnice Klementice, na severní hranici v údolí Oslavy se nachází chaty, severně od vesnice se také nachází Lom Kamenná. Těsně za severní hranicí území obce v údolí Oslavy se nachází Panský mlýn, dále na toku pak Holomkův mlýn a zřícenina hradu Dub.

## Historie
Nejstarší písemná zmínka o obci pochází z roku 1349, kdy vesnice patřila Buzkovi z hradu Moštiště, ten se však už v roce 1358 spojil s Eliškou z Mikulovic a jeho syn pak roku 1369 prodal vesnici Půdkovi z Rudolce, ten pak prodal vesnici Janu staršímu z Mezříče a následně pak vesnici roku 1392 získal Konrát z Tasova a roku 1399 Jan z Otěchleb. Roku 1538 pak Vladislav Meziříčský z Lomnice prodal vesnici Janu V. z Pernštejna, ten pak Kamennou s dalšími vesnicemi prodal v roce 1551 Kateřině ze Šternberka, ale ta si roku 1552 vzala Jiří Mrakeše z Noskova a tak se Kamenná stala součástí budišovského panství. Majitelem vesnice byl ke 19. století i Richard Baratta Dragono. V roce 1628 však část vesnice byla prodána Karlem starším ze Žerotína, do té doby část vesnice patřila ještě do náměšťského panství. V roce 1755 se lidé ze vsi účastnili povstání poddaného lidu. V roce 1799 vznikly Klementice nedaleko Kamenné. Kolem roku 1813 byl vysušen rybník a na jeho původním místě byly vystavěny domy. Roku 1882 vznikla v Kamenné škola a roku 1931 byla do vesnice přivedena elektřina. V roce 1936 pak byl ve vsi založen sbor hasičů a také byl do vsi zaveden telefon. O rok později byl zregulován potok v obci. V roce 1920 byl ve vsi odhalen památník obětem první světové války.
V roce 1952 bylo založeno JZD v Kamenné, ale následně bylo zrušeno a znovu založeno až v roce 1957. V témže roce byla založena cementárna a o rok později byl otevřen kulturní dům ve vsi. V roce 1960 se ke Kamenné připojila osada Klementice. V roce 1971 se místní JZD sloučilo s JZD Budišov a roku 1975 byla zrušena místní škola. V témže roce pak došlo k opětovnému slučování JZD, JZD Budišov (kam bylo dříve začleněno JZD v Kamenné) bylo sloučeno s JZD Nárameč (kde fungovaly JZD z Náramče a Valdíkova), JZD Hodov a JZD Rohy. Všechny družstva se stala součástí JZD Budišov. Roku 1976 pak byl také nedaleko Kamenné otevřen lom. V roce 1998 byly ve vsi opraveny silnice a v roce 2002 byl do vesnice přiveden plyn.
Do roku 1849 patřila Kamenná do budišovského panství, od roku 1850 patřila do okresu Jihlava, pak od roku 1855 do okresu Třebíč. V roce 1980 byl Místní Národní Výbor Kamenná sloučen s MNV Budišov, dělající z obce až do jejího opětovného osamostatnění roku 1990 de-facto část Budišova.
| Rok            | 1869 | 1880 | 1890 | 1900 | 1910 | 1921 | 1930 | 1950 | 1961 | 1970 | 1980 | 1991 | 2001 | 2011 | 2021 |
| -------------- | ---- | ---- | ---- | ---- | ---- | ---- | ---- | ---- | ---- | ---- | ---- | ---- | ---- | ---- | ---- |
| Počet obyvatel | 406  | 410  | 407  | 384  | 364  | 358  | 352  | 283  | 290  | 289  | 251  | 229  | 230  | 230  | 209  |
| Počet domů     | 62   | 64   | 66   | 72   | 73   | 75   | 83   | 86   | 81   | 73   | 70   | 90   | 89   | 89   | 96   |

## Politika

### Volby do Poslanecké sněmovny
|       | 2006                | 2010                | 2013                | 2017                | 2021                  |
| ----- | ------------------- | ------------------- | ------------------- | ------------------- | --------------------- |
| 1.    | ČSSD (36,84 %)      | ČSSD (23,48 %)      | ČSSD (24,0 %)       | ANO (31,78 %)       | ANO (30,93 %)         |
| 2.    | ODS (33,55 %)       | TOP 09 (18,93 %)    | ANO 2011 (16,0 %)   | SPD (14,72 %)       | SPOLU (25,89 %)       |
| 3.    | KSČM (13,15 %)      | ODS (18,18 %)       | ODS (12,0 %)        | ČSSD (10,07 %)      | Piráti+STAN (15,82 %) |
| účast | 80,10 % (153 z 191) | 69,11 % (132 z 191) | 68,11 % (126 z 185) | 71,98 % (131 z 182) | 79,43 % (139 z 175)   |

### Volby do krajského zastupitelstva
|      | 1.                 | 2.                       | 3.                    | účast               |
| ---- | ------------------ | ------------------------ | --------------------- | ------------------- |
| 2000 | 4KOALICE (25,33 %) | ODS (22,66 %)            | ČSSD (16 %)           | 44,82 % (78 z 174)  |
| 2004 | ODS (37,03 %)      | ČSSD (22,22 %)           | SNK (16,04 %)         | 44,81 % (82 z 183)  |
| 2008 | ČSSD (42,1 %)      | ODS (27,19 %)            | KSČM (12,28 %)        | 61,83 % (115 z 186) |
| 2012 | ČSSD (31,39 %)     | Pro Vysočinu (17,44 %)   | ODS (15,11 %)         | 49,46 % (91 z 184)  |
| 2016 | ANO 2011 (24,41 %) | ČSSD (19,76 %)           | STAN+SNK ED (9,3 %)   | 48,31 % (86 z 178)  |
| 2020 | ANO (18,07 %)      | Piráti (14,45 %)         | STAN+SNK ED (14,45 %) | 47,16 % (83 z 176)  |
| 2024 | ANO (32,87 %)      | ODS+TOP 09+STO (30,13 %) | STAN+SNK ED (10,95 %) | 41,71 % (73 z 175)  |

### Prezidentské volby
V prvním kole prezidentských voleb v roce 2013 první místo obsadil Miloš Zeman (38 hlasů), druhé místo obsadil Jiří Dienstbier (28 hlasů) a třetí místo obsadil Karel Schwarzenberg (23 hlasů). Volební účast byla 74,46 %, tj. 137 ze 184 oprávněných voličů. V druhém kole prezidentských voleb v roce 2013 první místo obsadil Miloš Zeman (78 hlasů) a druhé místo obsadil Karel Schwarzenberg (54 hlasů). Volební účast byla 72,93 %, tj. 132 ze 181 oprávněných voličů.
V prvním kole prezidentských voleb v roce 2018 první místo obsadil Miloš Zeman (60 hlasů), druhé místo obsadil Jiří Drahoš (32 hlasů) a třetí místo obsadil Pavel Fischer (17 hlasů). Volební účast byla 70,49 %, tj. 129 ze 183 oprávněných voličů. V druhém kole prezidentských voleb v roce 2018 první místo obsadil Miloš Zeman (76 hlasů) a druhé místo obsadil Jiří Drahoš (58 hlasů). Volební účast byla 73,77 %, tj. 135 ze 183 oprávněných voličů.
V prvním kole prezidentských voleb v roce 2023 první místo obsadil Petr Pavel (46 hlasů), druhé místo obsadil Andrej Babiš (44 hlasů) a třetí místo obsadila Danuše Nerudová (16 hlasů). Volební účast byla 75,14 %, tj. 133 ze 177 oprávněných voličů. V druhém kole prezidentských voleb v roce 2023 první místo obsadil Petr Pavel (81 hlasů) a druhé místo obsadil Andrej Babiš (55 hlasů). Volební účast byla 75,14 %, tj. 136 ze 181 oprávněných voličů.

## Osobnosti
- Vilém Hlavička (1892–?), legionář
- Jaroslav Matoušek (1928–2017), pedagog
- František Mrňa (1928–1992), geochemik
- Josef Nováček (1894–?), legionář a lékař
- Zdeněk Nováček (* 1945), elektrotechnik, docent

## Doprava
Obcí prochází ze západu na severovýchod silnice II/390 z Budišova do Tasova a dále k dálnici D1 (exit 153 Lhotka), a u pily z ní odbočuje silnice III/3905 na Klementice, kde také končí.
V obou částech obce se nachází autobusové zastávky, přičemž tu v Kamenné obsluhuje linka 790300 Třebíč–Budišov–Tasov–Velká Bíteš provozovaná firmou ICOM transport, zastávka v Klementicích je v od prosince roku 2021 nepoužívaná.

## Vodstvo
V obci se nacházejí 3 rybníky, 2 v Kamenné (Roušův a vodní nádrž Kamenná) a 1 v Klementicích (Klementický).
Dále se v obci nachází koupaliště se skluzavkou, pódiem, dětským hřištěm a nohejbalovým hřištěm, kde se každoročně pořádá několik akcí (hasičské závody, triatlon, fotbálek), a které se také využívá v létě ke koupání a v zimě k bruslení.
Z koupaliště a Roušova rybníka zároveň také vytéká potok Kameňák (obě větve se setkávají pod křižovatkou u kaple), který ve většině obce teče zakryt pod zemí a na povrch vychází až za domem č.p. 50. Následně teče necelého 1,5 kilometru severovýchodním směrem údolím "Žleb", a u Holomkova mlýna se vlévá do řeky Oslavy.

## Turistika
Přes obec prochází žlutá turistická trasa, která vede z Velkého Meziříčí na vlakové nádraží Studenec, a na hranici katastru pod Klementicemi se nachází část modré trasy z Třebíče do Ořechova a Velké Bíteše. Dále obcí také prochází spojovací cyklostezka, která přes Kamennou a Klementice spojuje cyklostezky 5206 v Kundelově a 5208 ve Vanči.
Oblíbenými cíli turistů jsou hlavně zvonička za obcí, koupaliště, nad ním na kopci posazená hospůdka, nebo kamenné zajímavosti v okolí (sluneční hodiny, obětiště, mísy na pálení kolomazi, "Čertův kámen").
Právě tyto kamenné mísy a obětiště se objevily v jednom z dílů pořadu ČT Záhady Toma Wizarda.

## Pamětihodnosti
- Kaple na návsi z 19. století
- Pomník obětem 1. světové války z roku 1920 na návsi (kde stával historicky, později byl přesunut ke kulturnímu domu, odkud byl roku 1989 přenesen zpět na náves)
- Socha sv. Jana Nepomuckého z roku 1748
- Kříže v obci a okolí[29]
- Kamenné syenitové místy v okolí[29]